# 最強挙士伝説 ファミコマンドー竜
『最強挙士伝説 ファミコマンドー竜』（さいきょうけんしファミコマンドーりゅう）は、安田タツ夫による日本の漫画作品。1986年12月発売の漫画雑誌『ファミコミック』（大陸書房）No.1に掲載された。

## 概要
出版社から「ファミコンを素材に使った漫画を描いてほしい」と言われた作者の安田が、ファミコンをやったことがなかったが頼まれた仕事は断らない主義だったため引き受け、描き上げたものである。作中でプレイヤーがファミコンを操作する場面は、敵側のキャラクターがシューティングゲームの勝負をしている1シーンだけで、主人公がゲームをプレイする場面は一切ない。雑誌の廃刊により1話限りで終了した。2004年時点で権利元はダイナミックプロ。
タイトルは「ファミコマンドー」であるが、ストーリー中の吹き出しなどのネームに表記される主人公の名前は「ファミコマンド」になっている。また、最強挙士の「挙」は「拳」の誤字とみられている。
主人公などが既視感のある漫画なため、一部で人気が高い。

## あらすじ
時は199X年、核戦争によって滅亡の危機に瀕していた人類は、唯一残された娯楽であるファミコンを楽しむことになる。しかし、ファミコン・ゲームの腕の優劣によって階級が決められてしまう厳しい身分制度が出来上がってしまった。
このような不条理な社会から、弱者を解放すべくファミコマンド竜が立ち上がった。ファミコマンド竜はファミコンそのものを鈍器として使い敵を殴打する格闘家であり、次々と敵を倒していく。そして、社会を統括する戦闘ロボットのマッドグロスを倒し、人類は解放された。

## 登場人物
ファミコマンド竜
ファミコンの素晴らしさを伝えるために旅をしている。革ジャン姿に無数のファミコンを左肩から下げ、ROMカセットをベルト代わりに巻いているという出で立ち。額にはバツの字型の傷がある。重労働を強いる敵を倒したときに苦しむ者を解放するために「この世に来た」と発言していることから彼は人ではない可能性が指摘されている。
マッド・グロス
ファミコンで人々を支配している。ファミコンの腕は完璧。さらに目からビームを発射するなどして、戦闘能力も高い。実は戦闘ロボットだった。
その他
兵士、奴隷にされた人々なども登場する。

## ファミコン殺法
ファミコマンド竜がファミコンを使って戦うが必殺技もある。
ファミ魂殺法 飛竜昇天打（ファミコンさっぽう ひりゅうしょうてんだ）
上昇する飛び蹴りを繰り出す。
爆裂ファミコン（ばくれつファミコン）
ファミコンを敵に投げつける、さらにファミコンは爆発する。
ファミ魂殺法 牙竜乱激打（ファミコンさっぽう がりゅうらんげきだ）
相手に飛び蹴りを食らわす。

## 反響
内田名人は戦いを終えて村人からどこへ行くのか聞かれて竜が「ファミコン・ゲームの楽しさを伝える為ならどこへでも…」と言ったことについて「ファミコンを武器として使用する男が、果たしてどのように楽しさを伝えるのか気になる」としながらも、ラスボスとゲーム対決と思えば肉弾戦をする予想外過ぎるストーリーが小気味よく、漫画の魅力が荒唐無稽さやスラップスティックにあるのなら本作はトップクラスだと評した。
バラエティ番組『トリビアの泉 〜素晴らしきムダ知識〜』で本作が取り上げられたときには1話で終了してしまったことに触れ「ファミコマンドー竜は2度とコンティニュー出来なかった」と風刺的表現がなされた。